# Radio Panamericana (Bolivia)
Radio Panamericana es una radioemisora boliviana cuya primera transmisión se remonta al 17 de julio de 1972. En la actualidad es considerada la radio bandera de Bolivia debido a su amplia cobertura en el territorio boliviano.

## Historia

### Inicios
Radio Panamericana nació a la vida radiofónica del país un 17 de julio de 1972. En ese entonces, con la inquietud visionaria del industrial Miguel Dueri y la colaboración de los hermanos Genaro, Héctor y Manuel Delgado Parker, estos últimos propietarios de Radio Panamericana en Perú, apareció en el dial una nueva Estación, que posteriormente se convertiría en la Institución más importante de la radiodifusión nacional, ya que los únicos eran Radio Nacional y Radio Illimani.  

### Actualidad
Hoy en día, Panamericana, bajo la dirección de Daniel Sánchez, una de las personalidades más importantes de la radiodifusión nacional, con una excelente combinación de factores humanos y técnicos ejerce el liderazgo nacional en el dial y su presencia también ha sentado soberanía más allá de las fronteras al ser reconocida como una de las principales emisoras a nivel continental.
Panamericana estuvo y está siempre del brazo de la tecnología, Por eso emite actualmente con los más sofisticados y modernos equipos técnicos. Sistemas de Satélite, Real audio de Internet, Procesadores digitales de emisión y audio, se complementan con la tradicional potencia y alcance de sus transmisores de Onda Corta, Amplitud Modulada y Frecuencia Modulada. Modernos transmisores nos han permitido optimizar aún más la calidad de audio y triplicar la potencia de nuestra señal. 
Panamericana no conoce de pausas, por eso enfrenta un permanente reto de superación que le permite realizar una labor eficiente, dinámica y profesional.
Bajo la dirección de Daniel Sánchez, destacan importantes figuras de la radiodifusión y el periodismo nacionales, como Juan José Hidalgo, Leticia Benavente, Oscar Cruz, y José Luis Flores.
El Departamento técnico es dirigido por el Ing. Johnny Dueri. El sector administrativo y ventas está bajo la responsabilidad profesional de su gerente Germán Núñez 